# Coppa Italia di beach soccer 2008
Come era accaduto per le edizioni del 2005 e del 2006, la quinta Coppa Italia di beach soccer targata Figc-Lnd ha avuto luogo nella cittadina abruzzese di Vasto. Confermata, per il secondo anno consecutivo, la formula del torneo a eliminazione diretta con 16 squadre partecipanti: escluse dalla manifestazione Mare di Roma e Città degli Eventi Eboli.

## Svolgimento
Vasto, 5-8 giugno 2008

## Ottavi di finale
Catania Beach Soccer-Casinò di Venezia 11-1

Cervia Beach Soccer-Feldi Catanzaro 5-6

Terranova Terracina-Taormina Beach Soccer 4-0

Cavalieri del Mare Viareggio-Agenzia Lemme Vasto 5-4

Derby Castrocaro-Panarea Ecosistem Catanzaro 1-3

Coil Lignano Sabbiadoro-Bari Beach Soccer 7-1

Milano Beach Soccer-Alma Juventus Fano 5-1

Calcio Catania Beach Soccer-Friulpesca Lignano Sabbiadoro 6-5

## Quarti di finale
Quarti 9º-16º posto:

Cervia Beach Soccer-Alma Juventus Fano 7-2

Derby Castrocaro-Bari Beach Soccer 6-8

Friulpesca Lignano Sabbiadoro-Casinò di Venezia 5-7

Agenzia Lemme Vasto-Taormina Beach Soccer 9-1

Quarti 1º-8º posto:

Coil Lignano Sabbiadoro-Panarea Ecosistem Catanzaro 2-0

Milano Beach Soccer-Feldi Catanzaro 8-7 dcr

Cavalieri del Mare Viareggio-Terranova Terracina 4-3 dcr

Catania Beach Soccer-Calcio Catania Beach Soccer 4-2

## Semifinali
Semifinali 13º-16º posto:

Derby Castrocaro–Taormina Beach Soccer 1-2

Alma Juventus Fano–Friulpesca Lignano Sabbiadoro 1-7

Semifinali 9º-12º posto:
 
Bari Beach Soccer–Agenzia Lemme Vasto 4-10

Cervia Beach Soccer–Casinò di Venezia 5-3

Semifinali 5º-8º posto:

Panarea Ecosistem Catanzaro–Terranova Terracina 4-6

Feldi Catanzaro-Calcio Catania Beach Soccer 4-6

Semifinali 1º-4º posto:

Coil Lignano Sabbiadoro–Cavalieri del Mare Viareggio 3-2

Milano Beach Soccer–Catania Beach Soccer 8-6

## Finali
Finale 15º - 16º posto: Derby Castrocaro–Alma Juventus Fano 8-7

Finale 13º - 14º posto: Taormina Beach Soccer–Friulpesca Lignano Sabbiadoro 5-3

Finale 11º - 12º posto: Bari Beach Soccer–Casinò di Venezia 3-5

Finale 9º - 10º posto: Agenzia Lemme Vasto–Cervia Beach Soccer 4-2

Finale 7º - 8º posto: Panarea Ecosistem Catanzaro–Feldi Catanzaro 3-4

Finale 5º - 6º posto: Terranova Terracina–Calcio Catania Beach Soccer 7-3

Finale 3º - 4º posto: Cavalieri del Mare Viareggio–Catania Beach Soccer 2-3

Finale 1º - 2º posto: Coil Lignano Sabbiadoro–Milano Beach Soccer 4-3
.